# Diplectrum eumelum
Diplectrum eumelum là một loài cá biển thuộc chi Diplectrum trong họ Cá mú. Loài này được mô tả lần đầu tiên vào năm 1974.

## Phân bố và môi trường sống
D. eumelum có phạm vi phân bố rộng rãi ở Đông Thái Bình Dương. Loài này được tìm thấy từ phía nam bán đảo Baja California và vịnh California, dọc theo bờ biển Trung Mỹ và Nam Mỹ đến miền bắc Peru, bao gồm quần đảo Galapagos. D. eumelum sống xung quanh các rạn san hô ở vùng đáy cát mềm hoặc bùn, độ sâu khoảng từ 15 đến 100 m.

## Mô tả
D. eumelum trưởng thành có chiều dài cơ thể lớn nhất đo được là 31 cm. Đầu và thân có màu xám nâu, bụng trắng hoặc hơi vàng, thân có nhiều đốm vàng, đôi khi có 5 - 8 vạch sẫm màu. Dưới má có 3 - 5 đốm màu cam tạo thành một vệt cam từ mắt băng xuống nắp mang. Vây lưng màu xanh lam, có 2 sọc màu cam vỡ thành các đốm ở phía sau. Vây hậu môn màu trắng, có sọc vàng trung tâm. Vây đuôi xẻ thùy, có hàng dọc các đốm nhỏ màu cam; đốm đen lớn trên gốc vây đuôi. Các vây còn lại có màu vàng.
Số gai ở vây lưng: 10; Số tia vây mềm ở vây lưng: 12 - 13; Số gai ở vây hậu môn: 3; Số tia vây mềm ở vây hậu môn: 7 - 8; Số tia vây mềm ở vây ngực: 14 - 16; Số vảy đường bên: 45 - 52.